# Balla Moussa Keïta
Pour les articles homonymes, voir Keita.
Balla Moussa Keïta est un acteur malien  né en 1934  à Nango (commune de N'Gara, dans le  cercle et région de Ségou) et mort le 6 mars 2001 à Bamako  (Mali).

## Biographie
Il est né en 1934 à Nango (Mali). À huit ans Balla Moussa se retrouve sur les bancs de l'école à Ségou-ville. Il suit des études primaires puis se voit dans l'obligation d'arrêter l'école pour aider ses parents à travailler dans les champs.
Au décès de son père Balla Moussa Keïta quitte sa région natale pour se rendre à Bamako. Il est d'abord employé de commerce pendant douze ans. Son métier lui permet de découvrir d'autres villes maliennes : Mopti, Dioro etc. où il achète riz et poissons qu'il retourne vendre à la capitale.

## Carrière
En 1960, Balla Moussa intègre la compagnie du Théâtre National, puis le haut commissariat à la Jeunesse. Il s'y occupe pendant 18 ans de l'art et du théâtre. Il est ensuite détaché en 1978 au Ministère de l'Information. Transition qui s'explique par le fait que depuis 1967, il avait déjà fait des interventions radiophoniques, en particulier des petits programmes de sensibilisation sur les dangers des feux de brousse, sur la mauvaise conduite des camionneurs etc.
Balla Moussa devient "une voix". Les auditeurs l'apprécient beaucoup. Il réalise des bulletins d'informations, des avis et communiqués, des magazines pour l'Agence nationale d'information ou l'Agence malienne de publicité.
Son rapport étroit avec le cinéma commence quelques années après l'indépendance du Mali lorsqu'il est envoyé avec une délégation malienne en Chine pour doubler trois films chinois en bambara. Il restera cinq mois en Chine. Mais sa véritable incursion dans le cinéma se fait en 1975 grâce au cinéaste Souleymane Cissé qui lui propose un rôle dans son premier film Den Muso. Le comédien restera fidèle à Souleymane Cissé puisqu'il interprètera des rôles dans tous ses longs métrages. 
Il tourne également pour Cheick Oumar Sissoko, Adama Drabo ou Abdoulaye Ascofaré.
Balla Moussa Keïta s'est éteint le 6 mars 2001.

## Filmographie
- 1975 : Den Muso de Souleymane Cissé
- 1978 : Baara de Souleymane Cissé
- 1982 : Finyè de Souleymane Cissé
- 1987 : Yeelen de Souleymane Cissé
- 1987 : Desebagato, le dernier salaire d'Emmanuel Sanon
- 1989 : Finzan de Cheick Oumar Sissoko
- 1990 : Séré, le témoin de Mohamed Dansogo Camara
- 1991 : Ta Dona de Adama Drabo
- 1991 : Céline au Mali de Monique Crouillère
- 1993 : Tiefing de Djibril Kouyaté
- 1994 : L'Enfant noir de Laurent Chevallier
- 1995 : Guimba de Cheick Oumar Sissoko
- 1995 : Waati de Souleymane Cissé
- 1995 : Sita de Missa Hébié
- 1996 : Macadam Tribu de José Zeka Laplaine
- 1997 : Faraw, une mère des sables, de Abdoulaye Ascofaré
- 1999 : La Genèse de Cheick Oumar Sissoko
- 2002 : Sita de Missa Hébié Série télévisée 12 x 26'[2]